# Perdrix à tête noire
Alectoris melanocephala
Espèce
Statut de conservation UICN

 LC  : Préoccupation mineure
La Perdrix à tête noire (Alectoris melanocephala) est une espèce d'oiseau de la famille des Phasianidae.

## Distribution
La perdrix à tête noire se rencontre dans l’ouest et le sud de l’Arabie : de  l’ouest de l’Arabie saoudite à l’ouest du Yémen ; du sud du Yémen à l’ouest d’Oman. Une population isolée existe à l’est d’Oman. Elle se rencontrait autrefois en Érythrée mais l'origine de cette population est discutée, certains auteurs pensant qu’il s’agirait d’oiseaux descendants de perdrix captives, relâchées et redevenues sauvages.

## Sous-espèce
Une sous-espèce, A. m. quichardi Meinertzhagen, 1951, a été décrite pour une forme rencontrée dans la province de Hadramaout (Yémen oriental), mais elle n'est généralement pas considérée  comme valide.

## Habitat
Elle affectionne les endroits tranquilles pas trop désertiques, non loin des points d’eau comme les oueds, les zones irriguées, les collines pierreuses, les plaines sableuses comportant quelques arbres et arbustes, les terrasses cultivées, les forêts sèches d’acacias ou de genévriers (Yahya 2000).

## Mœurs
Cette perdrix vit en couple ou en famille. Elle est plus active le matin et le soir, lorsqu’elle gagne les points d’eau. Les compagnies, comptant jusqu’à 15 oiseaux, s’aventurent rarement à découvert, préférant se disperser dans les champs pierreux ou buissonneux, déambulant lentement à la recherche de graines, bourgeons, feuilles, aussi bien au sol qu’à une certaine hauteur. Il existe même une observation faisant état d’une perdrix grimpée à un mètre de haut dans un rosier pour manger les cynorhodons (Madge & McGowan 2002).

## Voix
Le répertoire de cette espèce est assez étendu, du chant aux cris d’alarme, en passant par les cris de contact. Le chant en période de reproduction commence par des notes d’abord isolées puis répétées rapidement et de plus en plus fort cack,.. cack,.. cack, auk-auk-auk-auk.

## Nidification
La perdrix à tête noire est supposée monogame mais il y a peu de données disponibles. La saison de reproduction commence en février avec la formation des couples puis la ponte a lieu de mars à mai. Le nid, simple dépression dans le sol, est placé sous un buisson.

## Statut, conservation
Sans être commune, la perdrix à tête noire n’est pas rare. Sa distribution est assez fragmentée en raison de la destruction de son habitat à cause du surpatûrage d'aménagements pour l’écotourisme (Yahya 2000), et de la chasse, souvent illégale, qui lui est faite. La population qui vivait en Érythrée est éteinte depuis la fin du XIXe siècle.